# Kanayama Junki
Junki Kanayama (金山 隼樹 Kanayama Junki) là một cầu thủ bóng đá người Nhật Bản. Hiện tại anh thi đấu cho Fagiano Okayama ở J2 League

## Thống kê câu lạc bộ
Cập nhật đến ngày 23 tháng 2 năm 2018.
| Thành tích câu lạc bộ | Thành tích câu lạc bộ      | Thành tích câu lạc bộ | Giải vô địch | Giải vô địch | Cúp                   | Cúp                   | Khác    | Khác      | Tổng cộng | Tổng cộng |
| Mùa giải              | Câu lạc bộ                 | Giải vô địch          | Số trận      | Bàn thắng    | Số trận               | Bàn thắng             | Số trận | Bàn thắng | Số trận   | Bàn thắng |
| Nhật Bản              | Nhật Bản                   | Nhật Bản              | Giải vô địch | Giải vô địch | Cúp Hoàng đế Nhật Bản | Cúp Hoàng đế Nhật Bản | Khác1   | Khác1     | Tổng cộng | Tổng cộng |
| --------------------- | -------------------------- | --------------------- | ------------ | ------------ | --------------------- | --------------------- | ------- | --------- | --------- | --------- |
| 2011                  | V-Varen Nagasaki           | JFL                   | 8            | 0            | 1                     | 0                     | -       | -         | 9         | 0         |
| 2012                  | V-Varen Nagasaki           | JFL                   | 1            | 0            | 0                     | 0                     | -       | -         | 1         | 0         |
| 2013                  | V-Varen Nagasaki           | J2 League             | 39           | 0            | 1                     | 0                     | 1       | 0         | 41        | 0         |
| 2014                  | Hokkaido Consadole Sapporo | J2 League             | 28           | 0            | 1                     | 0                     | -       | -         | 29        | 0         |
| 2015                  | Hokkaido Consadole Sapporo | J2 League             | 9            | 0            | 1                     | 0                     | -       | -         | 10        | 0         |
| 2016                  | Hokkaido Consadole Sapporo | J2 League             | 9            | 0            | 0                     | 0                     | -       | -         | 9         | 0         |
| 2017                  | Hokkaido Consadole Sapporo | J1 League             | 2            | 0            | 1                     | 0                     | 5       | 0         | 8         | 0         |
| Tổng                  | Tổng                       | Tổng                  | 96           | 0            | 5                     | 0                     | 6       | 0         | 107       | 0         |

1Bao gồm Promotion Playoffs to J1.